# Primagaz (ORMA)
Primagaz est un trimaran de compétition, mis à l'eau en 1990 par Laurent Bourgnon sous le nom R.M.O. Il a aussi porté les noms Kingfisher puis Foncia en 1999.

## Historique
Son premier mécène a été la société d'intérim R.M.O.
Il changea de nom pour adopter les couleurs Primagaz en 1992, Kingfisher puis Foncia en 1999.

## R.M.O.(Laurent Bourgnon)

### Palmarès du bateau
- 1990 :
  - 3e : Route du Rhum

- 1991 :
  - 1er : Open UAP
  - 1er : La Baule-Dakar avec un temps 11 j 22 h 41 min

### Records
- 1991 :
  - Record de la Méditerranée (Marseille (France)-Carthage (Tunisie)), 2 921 milles marins (5 409,692 km) en 22 heures 10 minutes

## Primagaz(Laurent Bourgnon)
- 1992 :
  - 2e : Trophée des Multicoques
  - 5e : C-Star
  - 1er : Transat Québec-Saint-Malo
- 1993 :
  - 2e : Open UAP
  - 2e : Route du café

- 1994 :
  - 2e : Trophée des Multicoques
  - 1er : Twostar
  - 1er : GP de Brest
  - 1er : Route du Rhum

- 1995 :
  - 2e : Open UAP
  - 3e : GP des estuaires
  - 3e : Route du café

- 1996 : 
  - 1er : GP de Brest
  - 2e : GP de Fécamp
  - 4e : Transat Québec-Saint-Malo

- 1997 :
  - 1er : Fastnet

- 1998 :
  - 1er : Route du Rhum

### Records
- 1994 :
  - record de la traversée de l'Atlantique Nord à la voile en solitaire en 7 jours, 2 heures, 34 minutes et 42 secondes
  - record de distance en 24 heures avec 540 milles marins (22,5 nœuds)[1]

## Kingfisher(Ellen MacArthur)
- 1999 :
  - 2e : Fastnet